# المراقبة الحاسوبية في مكان العمل
المراقبة الحاسوبية في مكان العمل، هي استخدام أجهزة الكمبيوتر لمراقبة النشاط في بيئة العمل. تُعتبر مراقبة الكمبيوتر طريقة لجمع بيانات الأداء التي يحصل عليها أصحاب العمل من خلال مراقبة الموظفين رقميًا. قد تُستخدم المراقبة الحاسوبية حالياً بجانب تطبيقات الأمن التقليدية، مثل كاميرات الدوائر التلفزيونية المغلقة.

## مراقبة استخدام الكمبيوتر
اعتمادًا على التقنية والأساليب المستخدمة، قد تتعقب تطبيقات المراقبة جميع الأنشطة أو تستهدف أنشطة محددة للموظفين على جهاز كمبيوتر أو محطة عمل مملوكة للشركة. قد تراقب هذه التطبيقات مختلف الأجهزة المثبتة على الكمبيوتر (مثل كاميرات الويب والميكروفونات). يشمل ذلك ليس فقط تسجيلات هذه الأجهزة ولكن أيضًا البث المباشر من كاميرات الويب والميكروفونات.
الأدوات المستخدمة لمراقبة استخدام الموظفين لأجهزة الكمبيوتر تشمل:
• مراقبة الشاشة: تسجل الفيديو أو الصور الثابتة التي تفصّل المحتويات أو لقطة الشاشة للعرض الكامل للفيديو أو محتوى نشاط الشاشة ضمن برنامج معين أو تطبيق كمبيوتر. قد تجمع أدوات المراقبة فيديو مباشر، أو فيديو مسرّع، أو فيديو بفواصل زمنية، أو لقطات شاشة، أو تأخذ فيديو أو صور ثابتة في فواصل زمنية منتظمة (على سبيل المثال، مرة كل 4 دقائق). قد تجمع الصور باستمرار أو تجمع المعلومات فقط عندما يتفاعل المستخدم مع الجهاز (على سبيل المثال، التقاط لقطات الشاشة عندما تكون الفأرة أو لوحة المفاتيح نشطة).
• مراقبة البيانات: تتبع محتوى وأي تغييرات على الملفات المخزنة على القرص الصلب المحلي أو في “مشاركة الشبكة الخاصة” بالمستخدم.
• مراقبة ضغطات المفاتيح: (على سبيل المثال، عدد ضغطات المفاتيح في الدقيقة) قد تتعقب أداء العمل المعتمد بشكل كبير على لوحة المفاتيح مثل معالجة الكلمات أو إدخال البيانات. يقوم تسجيل ضغطات المفاتيح بتسجيل جميع مدخلات لوحة المفاتيح لتمكين صاحب العمل من مراقبة أي شيء يُدخل على الجهاز الخاضع للمراقبة.
• مراقبة وقت الخمول: تحتفظ بسجل للوقت الذي يكون فيه الموظف بعيدًا عن الكمبيوتر أو لا يتم استخدام الكمبيوتر بشكل نشط.
• مراقبة الطابعة: تسجل الملفات التي تتم طباعتها من الكمبيوتر.
• مراقبة وحدات التخزين القابلة للإزالة: تتعقب الأجهزة الخارجية التي يتم توصيلها بالكمبيوتر.
• مراقبة الفيديو/الصوت: تسجل المقاطع وتلتقط الصور من الأجهزة المتصلة مثل كاميرا الويب والميكروفون، وتبث الفيديو/الصوت بشكل مباشر.

## استخدام الإنترنت
مراقبة الإنترنت هي مراقبة حركة بيانات الإنترنت، والوصول إلى الويب، وغيرها من الأنشطة عبر الإنترنت. قد تتضمن هذه المراقبة مراقبة أي حركة مرور عبر الإنترنت بما في ذلك حركة المرور عبر المتصفح المشفرة باستخدام بروتوكولات الأمان (TLS) و(SLS)، ورسائل البريد الإلكتروني الشخصية المعتمدة على الويب، والمواقع المصرفية الشخصية. أظهرت الأبحاث التي أجرتها جمعية الإدارة الأمريكية أن ما يقرب من 30 بالمائة من جميع أصحاب العمل في الولايات المتحدة يراقبون رسائل البريد الإلكتروني للموظفين.

## القوانين
قد توفر عقود النقابات العمالية وأشكال أخرى من اتفاقيات العمل بعض الحماية من المراقبة. بالإضافة إلى ذلك، في الولايات المتحدة، قد يتمتع موظفو القطاع العام ببعض الحماية بموجب التعديل الرابع لدستور الولايات المتحدة. قد يتمتع الموظفون في ولاية كاليفورنيا بحماية إضافية بموجب أجزاء محددة من قوانين الولاية.
قد يُطلب من أصحاب العمل الاحتفاظ بوثائق لرسائل البريد الإلكتروني وغيرها من الاتصالات لأغراض تنظيمية أو امتثال. قد تكون مراقبة البريد الإلكتروني والرسائل الفورية جزءًا من هذه المتطلبات.
بعض البرمجيات المستخدمة لهذا النوع من المراقبة قد تفرض قيودًا إضافية أو متطلبات إشعار بناءً على اتفاقية ترخيص المستخدم النهائي (EULA) الخاصة بها. على سبيل المثال، يتطلب برنامج Spectorsoft أن يكون الموظفون قد وقعوا عقدًا ينص على أن نشاط الكمبيوتر الخاص بهم قد يتم مراقبته عند توظيفهم. قد تنشأ قضايا قانونية إضافية إذا تم استخدام المعلومات التي تم الحصول عليها من المراقبة لأغراض غير قانونية أو ضارة.

## تصور الموظف
في المنظمات التي لا توجد فيها سياسة استخدام الكمبيوتر أو المراقبة، يستخدم الموظفون عادةً معدات الشركة حسب تقديرهم الخاص، وفي معظم الحالات قد لا تكون هناك قيود واضحة أو مراقبة للأنشطة التي يتم إجراؤها على هذا الكمبيوتر. قد ينظر الموظفون إلى استخدام مراقبة الكمبيوتر ضمن عملية تقييم الموظف على أنها تعدٍّ على الخصوصية أو نقص في الثقة. يحق لأصحاب العمل مراقبة موظفيهم في الولايات المتحدة، لكن بالطبع هناك قواعد وأنظمة محددة يجب اتباعها بناءً على تشريعات الولاية.
على الرغم من أن ما يقرب من 80% من جميع الشركات الكبرى في أمريكا تراقب موظفيها بنشاط، فإن الرأي العام لا يزال إلى حد كبير إلى جانب الموظفين. معظم الأمريكيين يعتقدون أن المراقبة في مكان العمل ليست مقبولة تمامًا. وفقًا لمركز بيو للأبحاث، فإن 6% فقط من المستجيبين لا يهتمون بالمراقبة في العمل.
قد تتأثر علاقة الموظف بأصحاب العمل عند مراقبته في العمل. قد يتم سلب حرية وخصوصية الموظف والاحترام والمسؤولية بين العلاقات الإنسانية عندما يتم مراقبته.
يُعرف هذا أيضًا بمراقبة الموظفين في الصناعة. تُستخدم مراقبة الموظفين لأسباب متعددة، بما في ذلك الامتثال وإدارة التهديدات الداخلية. يمكن لبرمجيات مراقبة الموظفين أن تراقب تطبيقات البرمجيات، بما في ذلك البريد الإلكتروني، الرسائل الفورية، نظام الملفات، وأوامر الطباعة.

## اطلع أيضًا
- مراقبة
- برمجية تجسس
- خصوصية مكان العمل